# فرآیند لایه گذاری پاششی فایبرگلس
لایه گذاری پاششی (به انگلیسی: Spray Lay-up Process) همچنین به عنوان روش خرد کردن (به انگلیسی: Chop) در ایجاد اشیا فایبرگلاس با پاشیدن رشته های کوتاه شیشه از یک تفنگ بادی شناخته می شود و تعمیم یافته فرایند لایه گذاری دستی می باشد. این روش اغلب در مواقعی که یک سمت محصول نهایی دیده نمی‌شود یا مقادیر زیادی از محصول باید ارزان و سریع ، بدون توجه به مقاومت ، ساخته شوند ، مورد استفاده قرار می گیرد.  سپرهای کوروت و دینگی های قایقی عموماً به این روش ساخته می شوند.

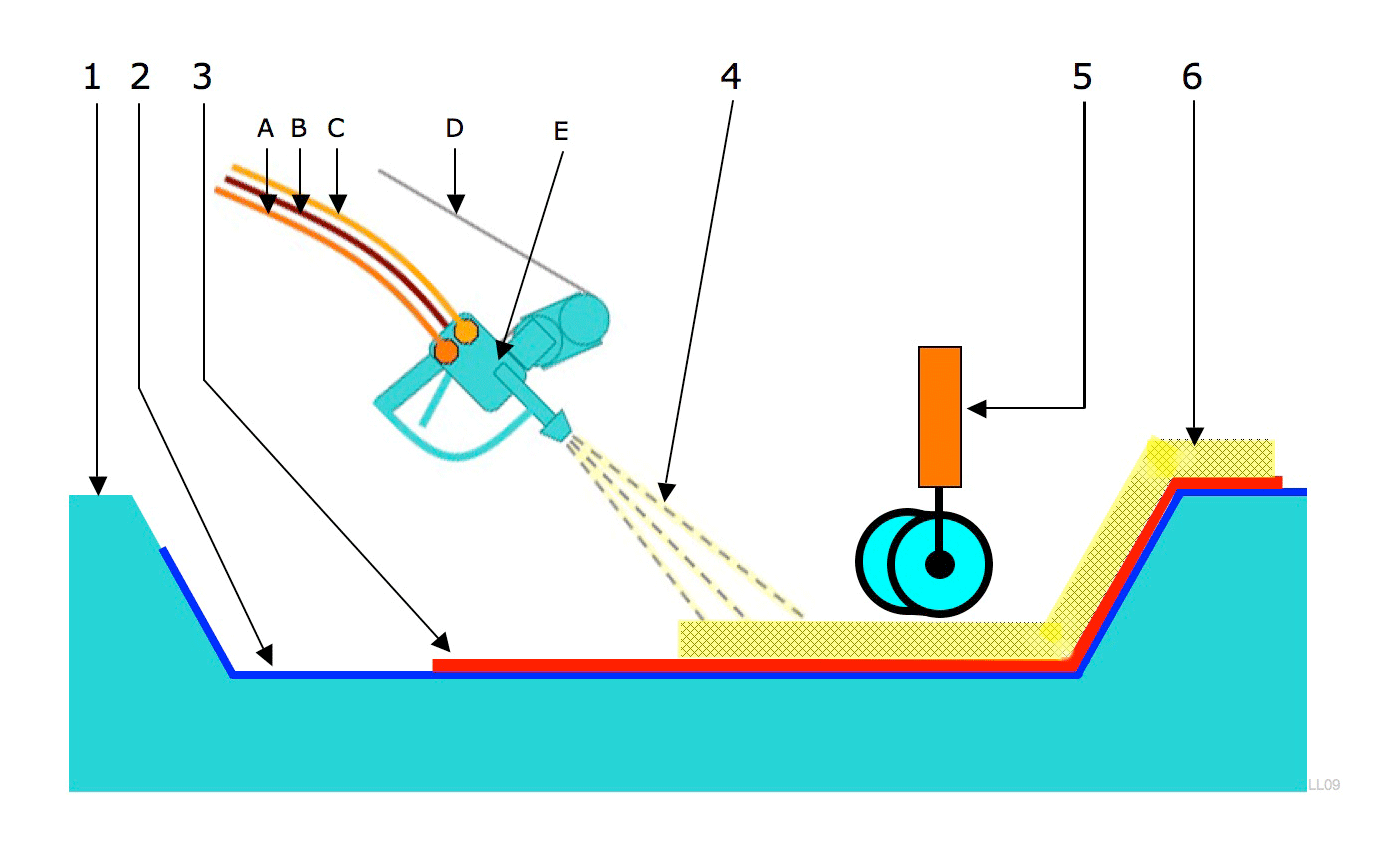
فرایند لایه گذاری پاششی

این روش با فرایند لایه گذاری دستی بسیار متفاوت می باشد. از عوامل بروز تفاوت ، کاربرد الیاف و مواد رزینی در قالب می باشد. پاشش ، یک فرایند ساخت کامپوزیت با قالب باز است که در آن رزین و تقویت کننده ها بر روی قالبی که مجدداً قابل استفاده می باشد ، پاشیده می شوند. رزین و شیشه ممکن است به صورت "خرد شده" ، جداگانه یا هم زمان با هم ، در یک جریان ترکیبی از تفنگ خردکن اعمال می شوند. کارگران ، لایه چینی پاششی را برای فشرده سازی چندلایه ، گسترده می کنند. سپس ممکن است چوب ، کف یا سایر مواد هسته ای اضافه شود و یک لایه پاششی ثانویه هسته را بین چندلایه ها جاسازی می کند. سپس قطعه بهبود یافته ( از لحاظ چقرمگی و سختی) ، خنک شده و از قالب خارج می شود.

## کاربرد ها
کاربردها شامل ساخت قطعات سفارشی در مقدار حجم کم تا متوسط است. وان ها ، استخرها ، بدنه قایق ها ، مخازن ذخیره سازی ، تجهیزات رسیدگی به مجاری و هوا، و اجزای اثاثه ی خانه، از جمله کاربردهای تجاری و بازرگانی این فرایند است.

## مواد اولیه

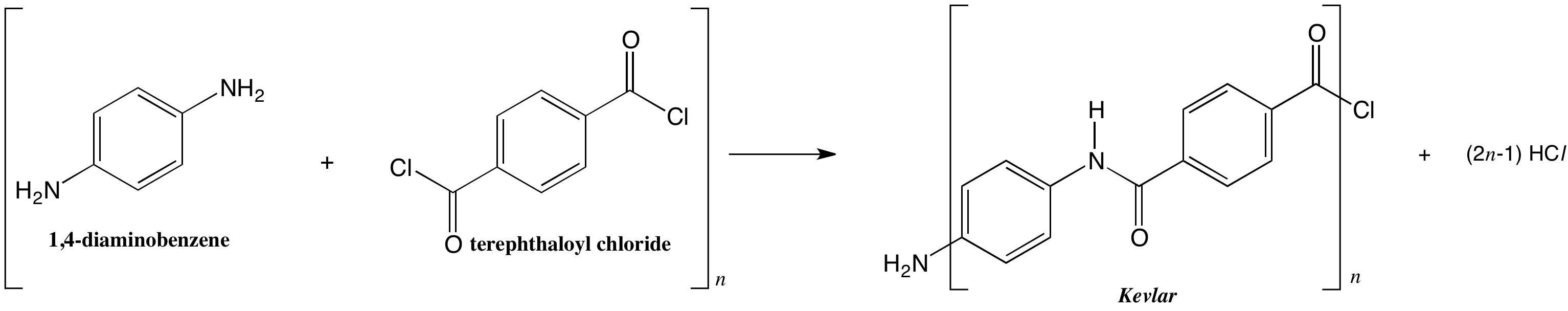
ترکیب کولار

ماده تقویت کننده بنیادی برای این فرایند ، الیاف شیشه رشته ای است که به طول ۱۰ تا ۴۰ میلی متر خرد می شوند و سپس بر روی قالب اعمال می شود. برای خواص مکانیکی بهبودیافته ، ترکیبی از پارچه و لایه های فیبر خرد شده استفاده می شود. متداول ترین نوع ماده ، الیاف الکتریکی شیشه (E-glass) است ، اما رشته های کربن و کولار نیز می توانند استفاده شوند. حصیر رشته ای پیوسته ، پارچه و انواع مختلف مواد اصلی ، هر زمان که لازم باشد با دست جاسازی می شوند. کسر وزنی ماده تقویت کننده در این فرایند ، به طور معمول ۲۰ تا ۴۰ درصد از وزن کل قطعه می باشد. متداول ترین سیستم رزینی مورد استفاده برای فرایند لایه گذاری پاششی ، رزین ارثو ( بیشتر با نام general purpose شناخته می شوند ) یا پلی استر دیسیکلوپنتادین DCDP است. پلی استر های ایزوفتالیک و رزین های وینیل استر نیز گاهی اوقات استفاده می شوند. رزین های واکنش سریع ، با فرصت کاربری ۳۰ تا ۴۰ دقیقه مرسوم هستند. این رزین غالباً حاوی مقدار قابل توجهی پرکننده است. متداولترین مواد پرکننده کربنات کلسیم و تری هیدرات آلومینیوم می باشند . در سیستم های رزینی پر شده ، مواد پرکننده جایگزین برخی از تقویت کننده ها می شوند. ۵ تا ۲۵ درصد ماده پرکننده از طریق وزن استفاده می شود.
از فولاد ، چوب ، پلاستیک تقویت شده با شیشه (GRP) و سایر مواد به عنوان مواد قالب به منظور نمونه سازی اولیه استفاده می شود. قالب می تواند در دو نوع نر و ماده باشد. برای مثال می توان اشاره کرد به ساخت وان حمام که از قالب نر استفاده می شود. در صنعت قایقرانی ، برای ساخت تنه و بدنه قایق تفریحی ، از قالب ماده یک طرفه که از پلاستیک تقویت شده با الیاف (FRP) ساخته شده ، استفاده می شود. پوسته بیرونی قالب توسط یک چهارچوب چوبی سفت و گیردار می شود. قالب با درنظرگرفتن معکوس الگوی نر ساخته می شود. چندین اندازه مختلف بدنه را می توان با استفاده از همان قالب ساخت. طول قالب با استفاده از درج ها و کمکی های قالب مانند پنجره ها ، دریچه های هوا و تونل های محور پیشران ، قابل کوتاه یا بلند شدن است. 

## نیازمندی های پردازش

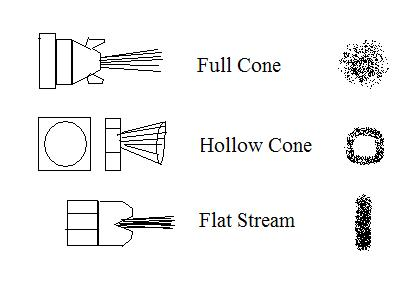
نتیجه ی استفاده از نازل های متفاوت در تفنگ پاششی

مراحل پردازش این فرایند ، بسیار مشابه همین مراحل در روش لایه گذاری دستی است. قبل از الیاف گذاری، باید الیاف در اندازه های متناسب با شکل مدل بریده شود و سپس الیاف گذاری انجام می شود. معمولاً از الیاف سوزنی برای اختلاط با رزین استفاده می شود و پشت ژلکوت اعمال می شود. حال پس از انتخاب الیاف مناسب الیاف روی ژلکوت خوابانده می شود. این کار تا زمانی که تمامی سطح ژلکوت با الیاف پوشانده شود ادامه خواهد داشت. بسته به نوع رزین از هاردنر و شتاب دهنده مناسب استفاده می شود و عمل خواباندن الیاف با استفاده از رزین روی ژلکوت انجام می گیرد . در این فرایند ، عامل رهاساز ( جداکننده یا روانکار) ابتدا به قالب اعمال شده و پس از آن یک لایه ژلکوت زده می شود. ژلکوت به منظور سفت شدن ، برای مدت دو ساعت باقی می ماند. پس از سفت شدن ژلکوت ، از یک تفنگ پاششی به منظور ته نشین کردن مخلوط رزین الیاف بر روی سطح قالب استفاده می شود. تفنگ پاششی رشته های پیوسته ورودی (یک یا چند رشته) را خرد می کند تا به طول از پیش تعیین شده برسد و آن را از میان مخلوط رزین / کاتالیزور سوق می دهد. مخلوط کردن رزین / کاتالیزور می تواند در داخل تفنگ  یا درست در جلوی تفنگ اتفاق افتد. آمیزش تفنگی ، همانطور که پیش تر اشاره شد از مخلوط کردن رزین و کاتالیزور در داخل تفنگ فراهم می شود و ارجحیت داده می شود زیرا نگرانی ها و خطرات سلامتی اپراتور را کاهش می دهد . در نوع دیگر ، کاتالیزور به داخل پوشش رزین ، از طریق دو نازل کناری پاشیده می شود. در یک سیستم بدون هوا ، فشار هیدرولیکی برای توزیع رزین از طریق نازل های مخصوصی که جریان رزین را به قطرات کوچک می شکنند ، استفاده می شود که پس از آن با تقویت کننده ها اشباع می شوند. در سیستم اسپری تفنگ اتمیزه شده هوا ، از هوای تحت فشار برای پخش رزین استفاده می شود. تفنگ های اسپری بدون هوا الگوهای اسپری کنترل شده تری را فراهم می کنند و انتشار و پخش مواد فرار را کاهش می دهند از این رو در حال محبوب شدن هستند. 
پس از پاشیده شدن مواد روی قالب ، از غلتک یا برس  استفاده می شود. این کار با هدف زدودن هوای محبوس و اطمینان از مرطوب بودن خوب و کافی فیبرها انجام می شود. حال لایه های بافته و تار و پودی یا حصیر های پیوسته رشته ای ، بسته به نوع نیاز عملکرد ، به چندلایه (لمینیت) اضافه می شوند. با ادامه ی روند عملیات ، نیاز به پخت رزین است که در دمای اتاق انجام می شود و بسته به فرمول رزین می تواند دو تا چهار ساعت طول بکشد. پس از پخت ، قطعه از قالب خارج شده و به منظور نیازمندی های ساختاری و پرداخت و اتمام کار ، تست می شود. لایه گذاری پاششی برای هندسه های پیچیده تر نسبت به لایه گذاری دستی کاربرد دارد.

## فرایند ساخت
1. قالب برای سهولت جداسازی واکس زده و صیقل داده می شود.
2. ژل کت (یک پوشش رزین پلی استر صاف و سخت) به سطح قالب زده می شود و پیش از اعمال مجدد زمانی برای پخته شدن به آن داده می شود. معمولاً از دو لایه ژلکوت استفاده می شود.
3. پوشش مانع برای جلوگیری از چاپ فیبر و سطح خشن از طریق پوشش ژل اعمال می شود.
4. پوشش مانع در یک اجاق گاز پخته می شود و باقی می ماند تا در دمای اتاق خنک شود.
5. پس از پخت ، پرکننده های کربنات کلسیم و تری هیدرات آلومینیوم با استفاده از یک واحد آمیزشی برش بالا اضافه می شوند.
6. یک ماده افزودنی مومی مانند به رزین اضافه می شود تا تخلیه استایرن را در طول چند لایه سازی 20 درصد کاهش دهد.
7. یک برش فایبرگلاس بر روی تفنگ اسپری نصب شده است.
8. سپس مخلوطی از کاتالیزور ، رزین و فایبرگلاس یکنواخت و بصورت فن مانند پاشیده می شود تا از پوشش دهی یکسان اطمینان حاصل کند.
9. از غلتک برای تراکم استفاده می شود و این پس از اینکه هر لایه اعمال شد انجام می شود که باعث زدودن هوای گیر افتاده می شود.

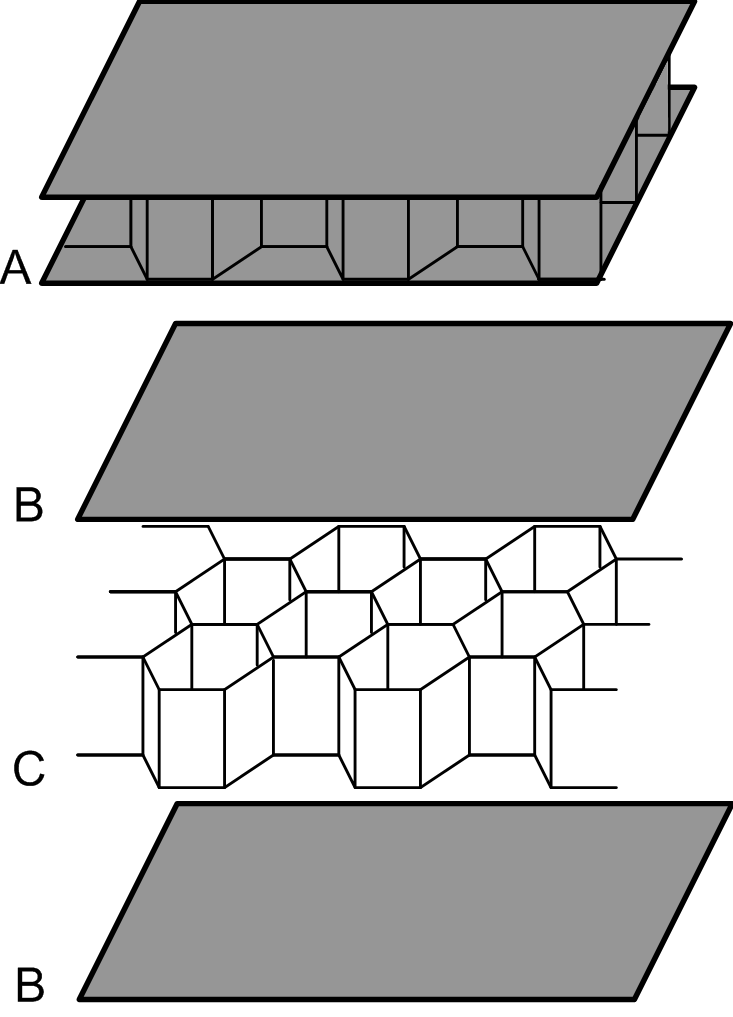
کامپوزیت ساختار ساندویچ

10. کامپوزیت ساختار ساندویچدر صورت تمایل ، هسته های چوب ، فوم یا لانه زنبوری در چندلایه قرار می گیرند تا ساختار ساندویچ ایجاد شود. پوشش گوشه و شعاع نیز بررسی می شود.
11. این قسمت در کوره پخت شده و گذاشته می شود تا در دمای اتاق خنک شود.
12. قالب برداشته شده و آماده است تا برای چرخه تولید بعدی ، واکس زده و صیقل داده شود.
13. پرداخت و اتمام کار با تراشیدن لبه های فایبرگلاس اضافی و سوراخکاری در صورت نیاز انجام می شود.
14. بعد از ارزیابی قطعه توسط کنترل کیفیت شخصی ، قطعه وزن شده ، از لحاظ ساختاری بررسی می شود و قبل از بسته بندی و حمل و نقل ، سطح آن بازبینی می شود.[۴]

## مزیت ها
- این یک فرایند بسیار اقتصادی برای ساخت قطعات کوچک تا بزرگ است.
- از ابزارهای کم هزینه و همچنین سیستم های مواد کم هزینه استفاده می کند.
- برای قطعات با حجم کم تا متوسط مناسب است.

## محدودیت ها
- برای ساخت قطعاتی که نیازهای ساختاری بالایی دارند مناسب نیست.
- کنترل کسر حجم فیبر و همچنین ضخامت آن دشوار است. این پارامترها به مهارت اپراتور بستگی زیادی دارند.
- به دلیل ماهیت قالب باز ، انتشار استایرن نگران کننده است.
- این روند از یک طرف سطح خوب و از طرف دیگر یک سطح خشن را ارائه می دهد.
- این فرایند برای قسمتهایی که دقت ابعاد و تکرارپذیری فرایند از مهمترین نگرانی ها هستند مناسب نیست. فرایند لایه گذاری پاششی به خوبی سطح کنترل یا کنترل ابعادی در هر دو یا همه طرف محصول را فراهم نمی‌کند.

## خطرات
کارکنان تولید پلاستیک رزین فایبرگلاس در معرض خطرات متعددی قرار دارند برای مثال می توان اشاره کرد به مقادیر بالای استایرن در عملیات چندلایه شدن ، سر و صدا در اتاقک های اسپری کردن و محل های آسیاب و خرد کردن ،و گرد و غبار ناشی از عملیات ساییدن و آسیاب کردن. 